# Paquita Paquin
Pour les articles homonymes, voir Paquin.
Paquita Paquin, née Pascale Remaudière en 1949 à Paris, puis Pascale de Montaignac après son mariage, est une actrice, écrivain, journaliste française spécialisée dans le domaine de la mode, et figure notoire du Palace dans les années 1980.

## Biographie
Dans le début des années 1970, Paquita Paquin fonde le groupe des Gazolines comme une « sorte de continuation du FHAR », où elle côtoie Maud Molyneux chez qui elle habite un temps avec Edwige, Marie France, mais également Alain Pacadis. Elle fréquente les assemblées générales du MLF ainsi que du FHAR.
Elle est attachée de presse de boutiques du Forum des Halles puis devient « physionomiste » à la Main Bleue en 1977, un club de Montreuil ouvert par François Baudot ; par la suite elle officie aux Bains-Douches. Vers la fin de la décennie, période de l'après punk, de l'avènement du disco et avant le déferlement des années Sida, Paquita Paquin travaille au Palace avec Jenny Bel'Air et Michel Gaubert parfois aux platines comme DJ. Elle y est hôtesse et physionomiste puis attachée de presse. Fabrice Emaer, déjà propriétaire du Sept, a ouvert le lieu en mars 1978 ; elle y croise ceux qui feront le monde de la mode et des arts dans les décennies suivantes : le jeune Christian Louboutin, l'actrice Eva Ionesco avec qui elle figure dans le film La Nuit porte-jarretelles, le mannequin Farida Khelfa ainsi que sa sœur Djemila, Vincent Darré, ami alors totalement inconnu, Karl Lagerfeld avec Jacques de Bascher et sa bande, le couple de photographes Pierre et Gilles, Loulou de la Falaise qui deviendra créatrice de bijoux pour Yves Saint Laurent et avec qui elle collaborera pour un défilé du couturier, Jean Paul Gaultier pour qui elle défilera par la suite, le réalisateur de clips Philippe Gautier, les artistes Dominique Gangloff et Annette Messager, le journaliste Didier Lestrade, les DJ Guy Cuevas et Krootchey, l'illustrateur et photographe Philippe Morillon, etc.. Par la suite, elle fréquente Les Bains.

### Journalisme
Paquita Paquin devient journaliste de mode dans une dizaine de titres de presse. Rapidement après Le Palace, le journaliste « mode » de Libération Michel Cressole lui indique une place disponible au Matin de Paris ; elle débute alors dans le journalisme en 1983 puis travaille au magazine français Vogue dans les années 1990. Elle se marie dans l'intimité puis a une fille en 1994 ; cette période coïncide avec son départ de chez Vogue et ses débuts comme rédactrice en chef à Depeche Mode. Elle collabore également à Jalouse, au journal Libération, à L'officiel et à France Culture pour l'émission Minuit dix. Elle apparaît dans l'émission de Thierry Ardisson 93, faubourg Saint-Honoré en 2005, année de la publication de son livre Vingt ans sans dormir. Depuis 2009, elle est journaliste sur le site d’information spécialisé PureTrend.com, ainsi que sur AboutDesign.fr. Elle est membre du conseil d’administration de la Villa Noailles.

## Filmographie
- 1975 : Tam Tam, d'Adolfo Arrieta
- 1978 : Flammes d'Adolfo Arrieta
- 1984 : La Nuit porte-jarretelles de Virginie Thévenet
- 1986 : Jeux d'artifices de Virginie Thévenet